# Курутія амазонійська
Куру́тія амазонійська (Cranioleuca gutturata) — вид горобцеподібних птахів родини горнерових (Furnariidae). Мешкає в Амазонії.

## Опис
Довжина птаха становить 13-15 см, вага 13-17 г. Верхня частина тіла оливково-коричнева, тім'я каштанове, плечі, крила і хвіст рудувато-коричневі або руді, над очима білі "брови". Підборіддя жовтувате, нижня частина тіла білувата, поцяткована темними плямками. Дзьоб сіруватий, прямий і загострений.

## Поширення і екологія
Амазонійські курутії поширені від південно-східної Колумбії (на південь від західної Какети), на півдні Венесуели (Амасонас, Болівар), на північному сході Суринаму, на півночі Французької Гвіани, на сході Еквадору і Перу, на півночі Болівії (на південь до Кочабамби) та в Бразилії (від західного Амазонаса на схід до Амапи та від Акрі до півдня центральної Пари). Вони живуть в підліску і середньому ярусі вологих рівнинних тропічних лісів, на узліссях та на болотах. Зустрічаються на висоті до 1100 м над рівнем моря.